# Grotten bei Arles
In Südfrankreich liegt eine Gruppe von Felskammergräbern (französisch Hypogées de Fontvieille). Die Feengrotte (französisch Grotte des Fées oder Hypogée de la Montagne des Cordes), etwa vier Kilometer nordöstlich von Arles, bei der kleinen Stadt Fontvieille ist am bekanntesten. Sie ist nicht zu verwechseln mit einer Naturhöhle gleichen Namens in Tharaux, Département Gard. Anlagen dieses Typs wurden von Glyn Daniel der Arles-Fontvieille Gruppe zugeordnet. Auch Jean Clottes erfasst sie nicht bei seiner Aufstellung der Dolmen und Menhire des Midi.

## Die Feengrotte

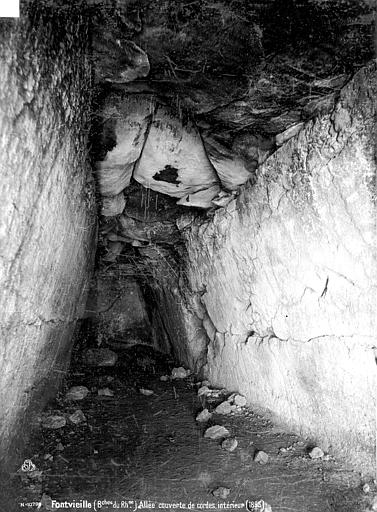
Feengrotte

Der Montagne de Cordes ist ein 65 m hoher Hügel. Er ist typisch für natürliche oder artifizielle Hügel die vorzeitlich genutzt wurden und sich in Frankreich und England öfter finden. Er war 2500 v. Chr., als der Felskammerbau hier in etwa begonnen wurde, die höchste von drei Rhoneinseln. Nahe dem höchsten Punkt der konkaven Hügeloberfläche führt eine Treppe 3,4 m abwärts, in eine lange, zigarrenförmige Vorkammer mit zwei gegenüber liegenden Seitennischen. Sie verengt sich zum Ende hin leicht und geht dann mit einer seitlichen Erweiterung in eine wiederum trapezoide, zum Ende hin enger werdende Hauptkammer über, die ungefähr 24 m lang und 2,7 m breit ist. Die artifizielle Decke der Hauptkammer ist gegenüber der natürlichen in der Vorkammer um die Höhe der Decksteine abgesenkt. Ihre Wände sind aber immer noch 3,4 m hoch. Die Decke wird von sieben Decksteinen gebildet und ist mit einem runden Tumulus aus Erde bedeckt. Wegen ihrer Form wird die Grotte auch „Rolands Schwert“ (franz. Epée de Roland) genannt.

## Die kleineren Felsengräber

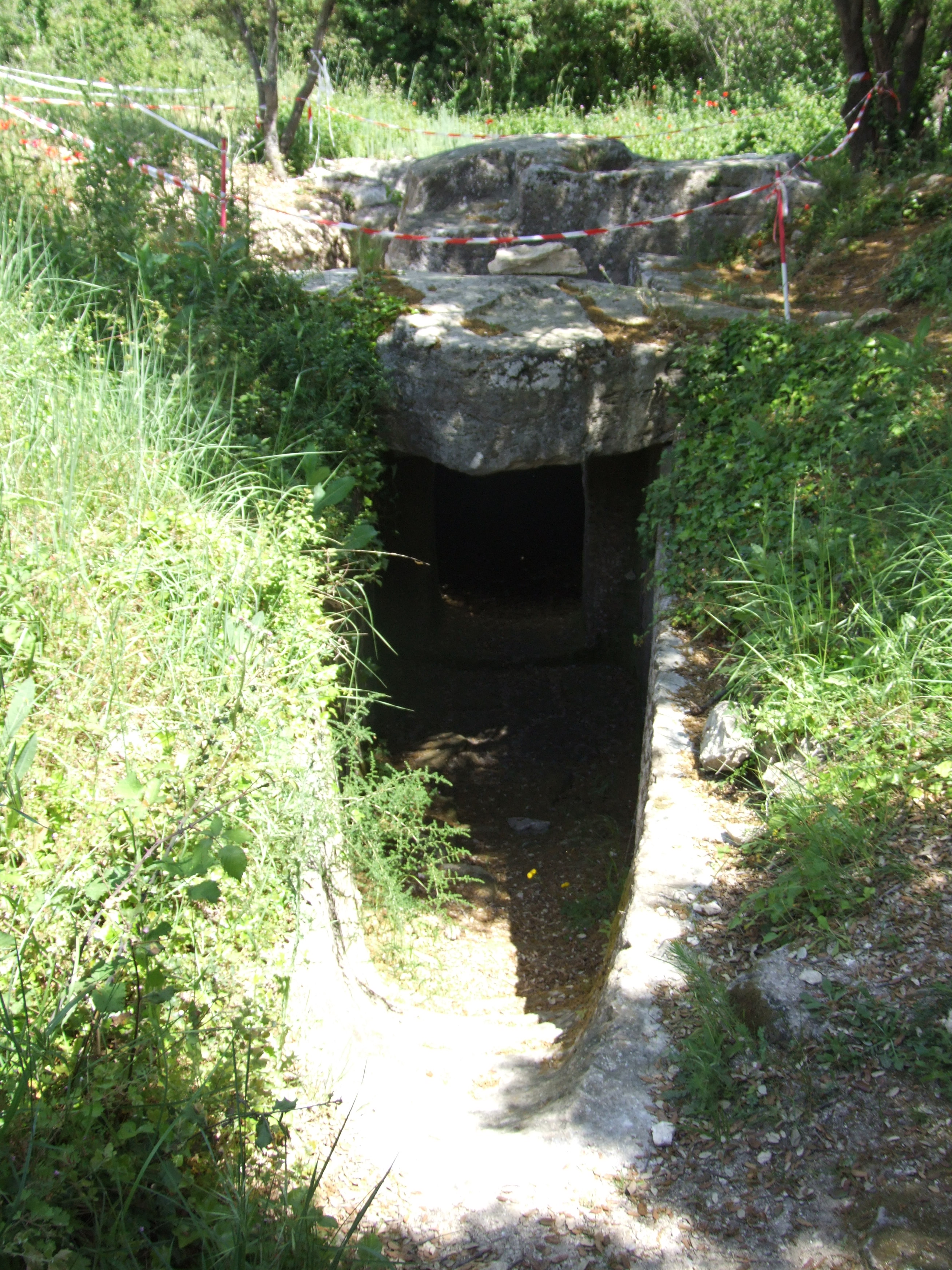
Die Grotte Arnaud-Castelet

Die kleineren Felsengräber dieser Gruppe liegen auf anderen nahe gelegenen Hügeln. Sie haben keine Seitennischen. Das Hypogée du Castelet liegt an der Nordseite der Straße in einem ovalen künstlichen Hügel. Hier geht eine Rampe hinunter zu einer gedeckten Kammer. Das Hypogée de Bounias, das Hypogée de La Source und das Hypogée de Cordes (oder Höhle der Féen), deren Gegenstück im Freiland der Dolmen de Gallardet ist, sowie der Dolmen de Coutignargues liegen in niedrigen Hügeln südlich der Straße.

## Funde
Die Grotte des Fées ist schon seit Jahrhunderten bekannt, es fanden aber bisher keine Ausgrabungen statt. Die Grotte Arnaud-Castelet ist erforscht worden. Trotz der beinahe 400-jährigen Verwendung als Schmiede wurden noch Überreste von über 100 menschlichen Skeletten gefunden. Des Weiteren fand man Äxte, Pfeilspitzen, Knochenartefakte, Callaïsperlen, Steatit, Muscheln und sogar Gold. Die Töpferware bestand sowohl aus früher, undekorierter Ware als auch späterer Glockenbecherkeramik.
In den anderen Felskammern fanden sich Menschenüberreste und Gegenstände sowie eine Kupferperle und ein Anhänger aus Bergkristall. Die Grotte de la-Quelle hat Felsritzungen auf ihrer Oberfläche, die aber zum Schutz mit Erde bedeckt wurden.

## Kontext
Es scheint, dass die Anlagen von etwa 2500 v. Chr. bis in die Glockenbecherzeit (bis etwa 2000 v. Chr.) benutzt wurden. Diese Art artifizieller Höhlen ist nur für die Gegend von Arles typisch. Artifizielle Felskammern werden aber auch in anderen Teilen Südfrankreichs (und an der Marne) sowie auf Sardinien, Sizilien, Malta und auf den Balearen gefunden. Die mallorquinischen Cuevas mit ihren Seitennischen entsprechen dabei der Feengrotte von Arles weitestgehend, indem sie Seitennischen aufweisen, die die gleiche Form haben.